# Parachondrostoma
Parachondrostoma – rodzaj słodkowodnych ryb z rodziny karpiowatych (Cyprinidae).

## Występowanie
Półwysep Iberyjski (Hiszpania), Francja i Szwajcaria.

## Klasyfikacja
Gatunki zaliczane do tego rodzaju:
- Parachondrostoma arrigonis
- Parachondrostoma miegii
- Parachondrostoma toxostoma – świnka podkowoustna[2]
- Parachondrostoma turiensis

Gatunkiem typowym jest Chondrostoma miegii (P. miegii).